# Robert Moffat
Pour les articles homonymes, voir Moffat.
Ne doit pas être confondu avec Robert Moffat (explorateur).
Robert Moffat, né le 21 décembre 1795 à Ormiston dans l'East Lothian (Écosse) et décédé le 9 août 1883 près de Tunbridge Wells, était un missionnaire congrégationaliste en Afrique.

## Biographie
Moffat est d'origine modeste. Il commence par devenir jardinier, mais en 1814, travaillant alors dans le comté de Cheshire, il se présente à la London Missionary Society et en 1816 il est envoyé en Afrique du Sud. Après avoir passé un an à Namaqualand, avec le chef afrikaner qu'il réussit à convertir, Moffat retourne au Cap et épouse Mary Smith (1795-1870), fille de son employeur.
En 1820, Moffat et sa femme quittent Le Cap pour Griquatown, sa fille naît alors (plus tard elle épousera David Livingstone) et finalement la famille déménage à Kuruman parmi les tribus Bechuana qui vivent près de l'ouest de la rivière Vaal. Il y travaille en tant que missionnaire jusqu'en 1870, faisant de nombreux séjours dans les territoires voisins jusqu'au Matabeleland. Tous ses voyages ont été communiqués à la Royal Geographical Society et au temps du Royaume-Uni de Grande-Bretagne et d'Irlande il y publie  Missionary Labours and Scenes in South Africa (1842). Enfin, il traduit en entier la Bible et Le Voyage du pèlerin en langue tswana.
Moffat fut également constructeur, charpentier, forgeron, jardinier, fermier et précepteur durant son séjour.